# Война королевы Анны

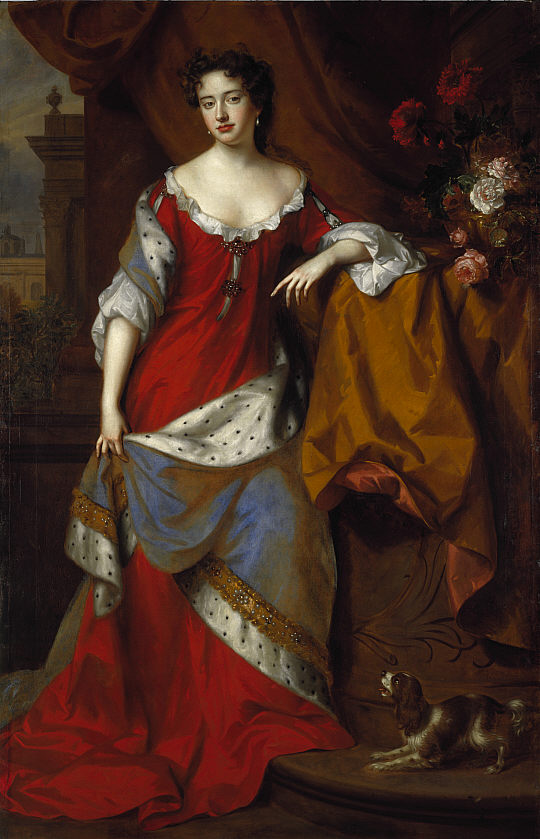
Анна — королева Великобритании

Война королевы Анны (1702—1713) — война между Францией и Англией (позднее Великобританией), вторая из франко-английских войн в Северной Америке. Являлась частью Войны за испанское наследство в Европе. В дополнение к двум главным воюющим сторонам в военные действия также были вовлечены многочисленные индейские племена, а также Испания, воевавшая на стороне Франции.
Данное название войны было распространено в английских колониях на территории Северной Америки и пошло от имени Анны — королевы Англии и Шотландии с 1702 года, а с 1707 года — и первой королевы официально объединённой Великобритании.
Война велась на трех фронтах. Колонии Новой Англии боролись с французскими и индейскими силами, базируемыми в Акадии и Канаде, столица которой, город Квебек, неоднократно становилась главной целью (однако же так и никогда не была успешно завоевана) британских экспедиций. Контроль над островом Ньюфаундленд оспаривали английские колониальные войска, находившиеся в городе Сент-Джонс и французы, базировавшиеся в Плезанс. Испанская Флорида и английская Провинция Каролина также подвергались постоянным повторным нападениям со стороны друг друга, каролинцы также пытались оспорить французское присутствие в Мобиле.
Война на юге не привела к известным территориальным изменениям, однако следствием её было истребление индейского населения Испанской Флориды, включая области, которые входят в состав современной южной Джорджии. Война между Новой Францией и Новой Англией заключалась в том, что французские и индейские войска наносили свои точечные удары по Массачусетсу (включая современный Мэн), на что англичане отреагировали ответными выступлениями, которые привели к взятию столицы Акадии, города Порт-Рояль.
По условиям Утрехтского мира 1713 года Англия получила Акадию (переименованную в Новую Шотландию), остров Ньюфаундленд, часть земель на территории Гудзонова залива и остров Сент-Китс в Карибском море. Французам пришлось признать английский суверенитет над ирокезами и разрешить торговлю с материковыми индейцами для всех наций. Франция по результатам мирного договора сохранила за собой острова залива Святого Лаврентия.

## Исторический контекст
Крупный европейский конфликт начался в 1701 году после смерти последнего испанского короля из династии Габсбургов, Карла II. Карл завещал все свои владения Филиппу, герцогу Анжуйскому — внуку французского короля Людовика XIV — который впоследствии стал Филиппом V Испанским. Война началась с попытки императора Священной Римской империи Леопольда I защитить право своей династии на испанские владения. Когда же Людовик XIV начал более агрессивно расширять свои территории, некоторые европейские державы (главным образом Англия и Голландская республика) выступили на стороне Священной Римской империи, чтобы воспрепятствовать усилению Франции. Другие государства присоединились к союзу против Франции и Испании, чтобы попытаться заполучить новые территории или же защитить уже имеющиеся. Война проходила не только в Европе, но и в Северной Америке. Военные действия тут подстрекались также спорами вокруг пограничных областей между колониями Франции и Англии на территории Северной Америки. Самыми явными споры были относительно земель вдоль северных и юго-западных границ английских колоний, которые тогда простирались от Провинции Каролины на юге к провинции Массачусетс-Бэй на севере, а также отдельных поселений и торговых портов на о-ве Ньюфаундленд и территории Гудзонова залива. Людские поселения в этих колониях, некоторые из которых были все ещё весьма маленькими, были сконцентрированы вдоль побережья, внутри материка также существовали отдельные поселения, иногда достигавшие Аппалачинских гор. Внутренняя часть материка к западу от Аппалачинских гор и к югу от Великих озёр была плохо исследована, там обитали коренные племена индейцев, хотя французские и английские торговцы частично все же проникли и на те территории. Испанцы во Флориде организовали миссионерскую сеть, деятельность которой заключалась в христианизации местного коренного населения. Французские исследователи обосновались в устье реки Миссисипи, в 1699 году в местечке Форт Морепас, около современного Билокси, и начали прокладывать торговые маршруты дальше вглубь континента, устанавливая дружественные отношения с индейцем племени Чокто, кровными врагами которого были индейцы Чикасо, союзники британских колонизаторов.
Пребывание французов на юге угрожало существующим торговым связям, которые колонисты Каролины установили на внутриконтинентальных территориях. Кроме того, фактором, создающим напряжение между всеми тремя сторонами, были испанские территориальные требования. Франция и Испания в данном случае были в союзе, хотя ещё недавно выступали друг против друга в Девятилетней войне. Территории к югу от реки Саванны были предметом спора между Каролиной и Флоридой, к данному конфликту примешивалась также враждебность по религиозному вопросу между римско-католическими испанцами и протестантами-англичанами относительно территорий вдоль побережья.
На севере конфликт имел также экономический аспект в дополнение к территориальным спорам. Ньюфаундленд был частью британских колониальных владений, центр которых располагался в Сент-Джонс, в то время как французские колонисты располагались в Плезансе. Эти колонисты конкурировали друг с другом за право на рыболовство на территории Большой Ньюфаундлендской банки, которое также использовалось рыбаками из Акадии (территория которой тогда охватывала всю современную Новую Шотландию и Нью-Брансуик), и Массачусетса. Пограничная область между Новой Францией и Массачусетсом (который тогда включал район Мэна) была также спорной. Пограничные области между рекой Святого Лаврентия и прежде всего прибрежные зоны Массачусетса и Нью-Йорка принадлежали местным племенам (прежде всего Абенакам и Ирокезам). Несмотря на то, что индейская угроза вроде бы была несколько ослаблена в результате войны Короля Вильгельма, они все же до сих пор представляли большую угрозу отдаленным поселениям внутри континента.

## Флорида и Каролина
Видные французские и английские колонисты на рубеже веков пришли к осознанию того, что контроль над рекой Миссисипи будет играть существенную роль в будущем развитии и торговле, для чего каждая из сторон начала придумывать план того, как помешать другой получить власть над этими территориями. Канадский исследователь, француз Пьер Ле Муан д'Ибервиль призывал к развитию отношений с местными племенами, проживающими вдоль реки Миссисипи, для дальнейшей кооперации против англичан и вытеснения их с континента. Для осуществления этой идеи он основал колониальное поселение Форт Морепас в устье реки Миссисипи в 1699 году. Затем он начал устанавливать дружеские отношения с местными индейцами племен Чокто, Чикасо и Натчез.

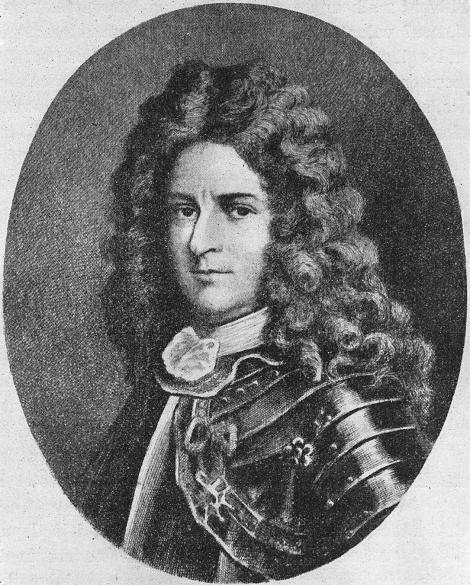
Пьер Ле Муан д’Ибервиль, портрет.

Английские торговцы и исследователи из провинции Каролины, начиная с года её основания в 1670, к тому моменту уже создали существенную торговую сеть, протянувшуюся через юго-восточную часть континента, которая простиралась также и вдоль всей реки Миссисипи. Каролинцы, которые без особого уважения относились и к испанцам во Флориде, осознавали угрозу, возникшую в связи с тем, что французы прочно обосновались на побережье. Джозеф Блэйк, губернатор Каролины до 1700 года, и Джеймс Мур, его преемник с 1702, ясно видели перспективы возможного расселения на юг и запад французов и испанцев.
В январе 1702 года, прежде, чем война вспыхнула в Европе, Ибервиль пошел на переговоры с испанцами. Он предложил им совместно с индейцами племени Апалачи собрать вооруженную экспедицию против англичан и их союзников. Испанцы организовали такую экспедицию во главе с Франсиско Ромо де Урисе, который уехал из Пенсаколы в августе якобы с целью посетить торговые центры в Каролине. Англичане, заблаговременно узнавшие о готовящейся экспедиции, организовали оборону на реке Флинт и разбили ведомую испанцами военную колонну; при этом также были убиты или взяты в плен около 500 индейцев, сражавшихся на стороне Испании.
Когда власти Каролины получили официальное уведомление о начале боевых действий, губернатор Мур организовал и направил войска против испанской Флориды. В 1702 году 500 английских солдат и ополченцев вместе с 300 индейцами захватили и сожгли город Сан-Агустин в испанской провинции Флорида, однако англичане были неспособны взять главную крепость и ушли, когда испанский флот прибыл из Гаваны.
В 1704 году англичане в союзе с индейским народом Крики вторглись в западную Флориду, где жил индейский народ Апалачи, и уничтожили почти все тамошние католические миссии; Апалачи были вырезаны или угнаны в рабство. Несмотря на то, что испанцы сохранили контроль над Флоридой, их миссии были уничтожены и более не отстраивались.
В 1706 году Каролина успешно отразила второе нападение объединённых франко-испанских сухопутных и морских войск, посланных из Гаваны, на Чарльзтаун.

## Новая Англия и Акадия
В 1703 году на английских поселенцев в Новой Англии от Веллса в округе Мэн до Фалмута (современный город Портленд, штат Мэн) и Хэверхилла совершали набеги 500 индейцев и несколько канадцев, ведомые Лебёфом де Бёбассином; порядка 160 поселенцев были убиты или взяты в плен.
В феврале 1704 года во время Дирфилдской резни возглавляемые капитаном Жаном-Батистом Эртэль де Рувиль 250 индейцев из племён Абенаки и Мохоки, а также 50 франко-канадцев уничтожили английское поселение Дерфелд в заливе Массачусетс, убив и взяв в плен огромное количество колонистов. Большинство детей были отданы в семьи Мохоков, ряд выживших взрослых впоследствии был обменян на французских пленных.
В том же 1704 году английские колонисты из Новой Англии в ответ успешно атаковали французских поселенцев в Акадии. В том же месяце 500 колонистов осадили акадийский форт в Порт-Рояле, но так и не смогли его взять в течение 18 дней.
В 1705 году набеги на поселения на севере Массачусетса продолжались, поскольку английские колонисты никак не могли найти сколько-нибудь эффективного метода отражения этих нападений или защиты от них. Набеги были столь стремительными и быстрыми, что колониальные войска не успевали собраться для отражения атаки на собственных территориях, когда же они организовывали войска, чтобы нанести ответный удар по индейским поселениям и лагерям, то почти всегда находили их уже опустошенными и покинутыми. Затем на какое-то время наступило затишье и набеги прекратились, когда лидеры французских и английских колонистов смогли условно договориться о взаимном обмене пленными. Однако, несмотря на это, индейские набеги, иногда поддерживаемые французами, продолжались до самого окончания войны.
В мае 1707 года губернатор Массачусетса Джозеф Дадли повёл 1600 человек в новую экспедицию, целью которой являлся захват столицы Акадии, города Порт Рояль, которая закончилась неудачей; последующая экспедиция в августе была также отражена. В ответ на это французы разработали грандиозный план по захвату большинства поселений Нью-Хэмпшира на реке Пискатакуа. Однако они так и не получили необходимой для его осуществления массовой поддержки французских войск индейским населением, и вместо этого совершили набег на город Хейверхилл в Массачусетсе. В 1709 году Филипп де Риго Водреиль, губернатор Новой Франции, сообщил, что две трети областей к северу от Бостона были оставлены вследствие французских и индейских набегов. Французско-индейские войска возвращались без пленников, потому что колонисты Новой Англии остались в своих фортах и так и не предприняли никаких военных действий. В январе 1709 года французы с помощью волонтёров из Канады из числа микмаков захватили форт Сент-Джонс.
В сентябре 1710 года комбинированные британские и колониальные войска численностью 3600 человек во главе с Френсисом Николсоном после недельной осады, наконец, смогли взять Порт-Рояль. Это послужило концом французского контроля над материковой частью Акадии (нынешняя материковая часть Новой Шотландии).

## Военные экспедиции против Квебека
Французы воздерживались от нападения на провинцию Нью-Йорк, так как опасались волнений среди ирокезов, которых опасались больше, чем англичан, и с которыми они заключили в 1701 году Великий Монреальский Мир. Торговцы Нью-Йорка воздерживались от нападения на Новую Францию, так как это прервало бы выгодную меховую торговлю с индейцами, происходившую сквозь Новую Францию. Несмотря на усилия Питера Шуилера, специального уполномоченного от индейцев Олбани, ирокезы сохраняли нейтралитет в течение большей части времени проведения военных действий.
Британские военачальники Фрэнсис Николсон и Сэмюэль Ветч, заручившись определённой финансовой и силовой поддержкой от королевы, организовывали нападение на Новую Францию в 1709. Их план состоял из сухопутного нападения на Монреаль через озеро Шамплейн и атака военно-морских сил против Квебека. Сухопутная экспедиция достигла южных границ озера Шамплейн, но была отозвана, когда обещанная военно-морская поддержка так и не была получена (эти военно-морские силы были направлены на поддержку Португалии на европейской арене Войны за испанское наследство). Ирокезы якобы пообещали поддержать это выступление, однако они удачно задержались с посылкой своей помощи англичанам до самого того времени, пока уже не оказалось ясным, что экспедиция обречена на неудачу. Вскоре после этого она была окончательно отозвана. После этого инцидента в 1710 году Петер Шуйлер из Олбани (Нью-Йорк) и Фрэнсис Николсон в сопровождении нескольких индейских вождей алгонкинских племен отправился в Лондон, чтобы заинтересовать английские власти состоянием дел на северо-западном фронтире в Америке. Индейская экспедиция вызвала большой интерес и всплеск общественного мнения, в результате чего королева Анна дала им аудиенцию. Их попытка увенчалась успехом, и королева согласилась оказать им поддержку в организации новой военной экспедиции, в результате которой в 1710 году был взят город Порт-Рояль. В следующем году Николсон вновь вернулся в Англию и заручился поддержкой для возобновления попытки захватить Квебек.
Итак, на 1711 год англичане запланировали совместную сухопутную и корабельную атаку города Квебек — столицы Новой Франции. Флот, состоявший из 15 судов, на которых находилось около 5 000 солдат во главе с адмиралом Ховенденом Уолкером, в июне достиг Бостона, где им была предоставлена необходимая поддержка от местных жителей. Далее экспедиция продвинулась непосредственно по направлению к Квебеку, куда она прибыла в конце июля, однако тут случилась непредвиденная катастрофа. Когда английские корабли вошли в залив Святого Лаврентия, из-за плохих погодных условий, густого тумана и практически отсутствия видимости многие из этих судов затонули или разбились о скалистые берега. Свыше 700 человек были потеряны, и Уолкер был вынужден отозвать экспедицию обратно. Тем временем, Фрэнсис Николсон отправился на Монреаль по суше, но, достигнув берегов озера Джордж, он узнал новость о провале морской экспедиции Уолкера; он также был вынужден повернуть обратно. Несмотря на то, что ирокезы предоставили англичанам несколько сотен воинов, одновременно с этим они также предупредили о грядущей экспедиции французов.

## Ньюфаундленд
Несмотря на то, что Ньюфаундленд считался малонаселенным островом, на его территории находилось много как английских, так и французских небольших поселений и несколько крупных рыболовецких станций, широко использовавшихся европейцами в сезон рыбной ловли. Обе стороны проводили политику укрепления своих городов: французы в Плезанс на западной стороне полуострова Авалон, англичане же в городе Сент-Джонс в заливе Консепсьон. Во время Войны короля Вильгельма в 1689—1697 годах, Пьер Ле Муан д'Ибервиль совершил набег на английские поселения. Остров Ньюфаундленд снова стал полем брани в 1702 году. В августе этого года английский флот под командованием капитана Джона Лика делал попытки точечных нападений на некоторые французские поселения, однако, не покушаясь при этом на Плезанс. В течение зимы 1705 года Даниэль д'Оже де Сюберказ, французский губернатор в Плезанс, принял ответные меры, организовав и возглавив совместную экспедицию французов и индейцев племени Микмак, которая разрушила несколько английских поселений и совершила неудачную попытку захватить Форт-Уильям в Сент-Джонсе. Французы и их индейцы-союзники продолжали терроризировать англичан на протяжении всего лета, чинить разрушения и вымогать у них крупную денежную сумму в размере 188 000 фунтов стерлингов в обмен на прекращение военных набегов. Англичане в ответ на это послали в 1706 году свой флот, полностью разрушивший французские рыбацкие заставы на северном побережье острова Ньюфаундленд. В декабре 1708 года французы собрали войска, состоящие из французов, канадцев и индейцев племени Микмак, захватили Сент-Джонс и разрушили английские укрепления. Однако, испытывая недостаток в военных и материальных ресурсах, они оставили город, который вновь вернулся к англичанам и в 1709 году был вновь надежно укреплен. Та же самая французская экспедиция также попыталась захватить город Феррилэнд, но их атака там была успешна отбита англичанами.
Командующие английским флотом рассматривали, но так и не реализовали, возможность нападения на Пласентию в 1703 и 1711 (последняя идея была предложена адмиралом Уолкером после катастрофы в заливе Святого Лаврентия).

## Заключение мира

Карта европейской оккупации Северной Америки после окончания Войны королевы Анны

В 1712 году Англия и Франция заключили перемирие и уже в следующем году между ними был заключен мирный договор. По условиям Утрехтского мира 1713 года Англия получила Акадию (переименованную в Новую Шотландию), остров Ньюфаундленд, район Гудзонова залива и остров Сент-Китс в Карибском море. Французам пришлось признать английский суверенитет над ирокезами и разрешить торговлю с материковыми индейцами для всех наций.

## Последствия
Поселения коренных жителей, особенно племени Абенаки, которые доминировали в пограничных областях северной Новой Англии, были значительно сокращены в результате войны. Они начали отступление на север, которое впоследствии было продолжено в ходе Войны лорда Даммера в 1720-х. Были также продолжены военные действия Джеймса Мура против индейцев Тускарора, проживающих в Северной Каролине (они являлись частью Войны Тускароров, начатой в 1711), многие из них сбежали на север как беженцы, чтобы присоединиться к родственным по языковой группе племенам — Ирокезам.
Испанская Флорида так никогда по-настоящему не оправилась от потерь, понесенных ею в войне (каждый десятый житель был убит), и была впоследствии уступлена Великобритании после Семилетней войны согласно Парижскому миру 1763 года. Индейцы, которые были переселены вдоль Атлантического побережья — территории, подчинявшейся британской короне, вынуждены были стать её союзниками наряду с присоединившимися ранее к англичанам другими индейскими племенами. Это недовольство переросло в 1715 году в Ямасийскую войну, которая создала большую угрозу жизнеспособности Южной Каролины.
Потеря Ньюфаундленда и Акадии ограничила французское присутствие на Атлантическом побережье вплоть до острова Кейп-Бретон. Там французские переселенцы из Ньюфаундленда основали колонию Иль-Рояль построили крепость Луисбург. Присутствие французов, которые также обладали частичным правом использования берега острова Ньюфаундленд, привело к длительным разногласиям между французскими и британскими рыбацкими интересами, некоторые из которых не были решены до конца 18-го столетия.
Разногласия относительно территорий Акадии также сохранились. Не было достигнуто окончательное соглашение относительно границ территории Акадии, которые даже по-настоящему формально никогда не были прописаны самими французами. Франция настояла, что эта территория включает только Акадский полуостров (современная Новая Шотландия кроме Кейп-Бретона), и что за французами сохраняются права на современный Нью-Брансуик. Этот спор не был полностью решен до окончательного британского завоевания всех французских североамериканских территорий в результате Семилетней войны.
Французы не выполняли условий торговли, оговоренных в Утрехтском мире. Они попытались предотвратить английскую торговлю с удаленными индейскими племенами и соорудили Форт Ниагара на территории проживания племен Ирокезов. Французские поселения на побережье залива Святого Лаврентия продолжали расширяться. Также они попытались расселиться на территории Нового Орлеана в 1718 и некоторые другие близлежащие земли; в конечном счете, эти попытки оказались неудачным, и тогда французы решили продолжать своё расширение на территории управляемых испанцами Техаса и Флориды. Французские торговые сети пролегали по речным путям, ведущим в Мексиканский залив, где в результате этого вновь возобновились их конфликты и с британцами, и с испанцами. Расселение французов вдоль реки Миссисипи, включая также территории долины реки Огайо, также привело к увеличению контактов их с британскими торговыми сетями и колониальными поселениями и племенами Аппалачи, что в результате привело к возобновлению конфликта в 1754 году, когда вспыхнула Франко-индейская война.

### Статьи
- Crane, Verner W. (1919). The Southern Frontier in Queen Anne’s War. / The American Historical Review 24 (3, April): 379—395.